# الدناقلة
قرية الدناقلة هي إحدى القرى التابعة لمركز المنشأة بمحافظة سوهاج في جمهورية مصر العربية. حسب إحصاءات سنة 2006، بلغ إجمالي السكان في الدناقلة 5791 نسمة، منهم 3078 رجل و2713 امرأة.